# STS-134

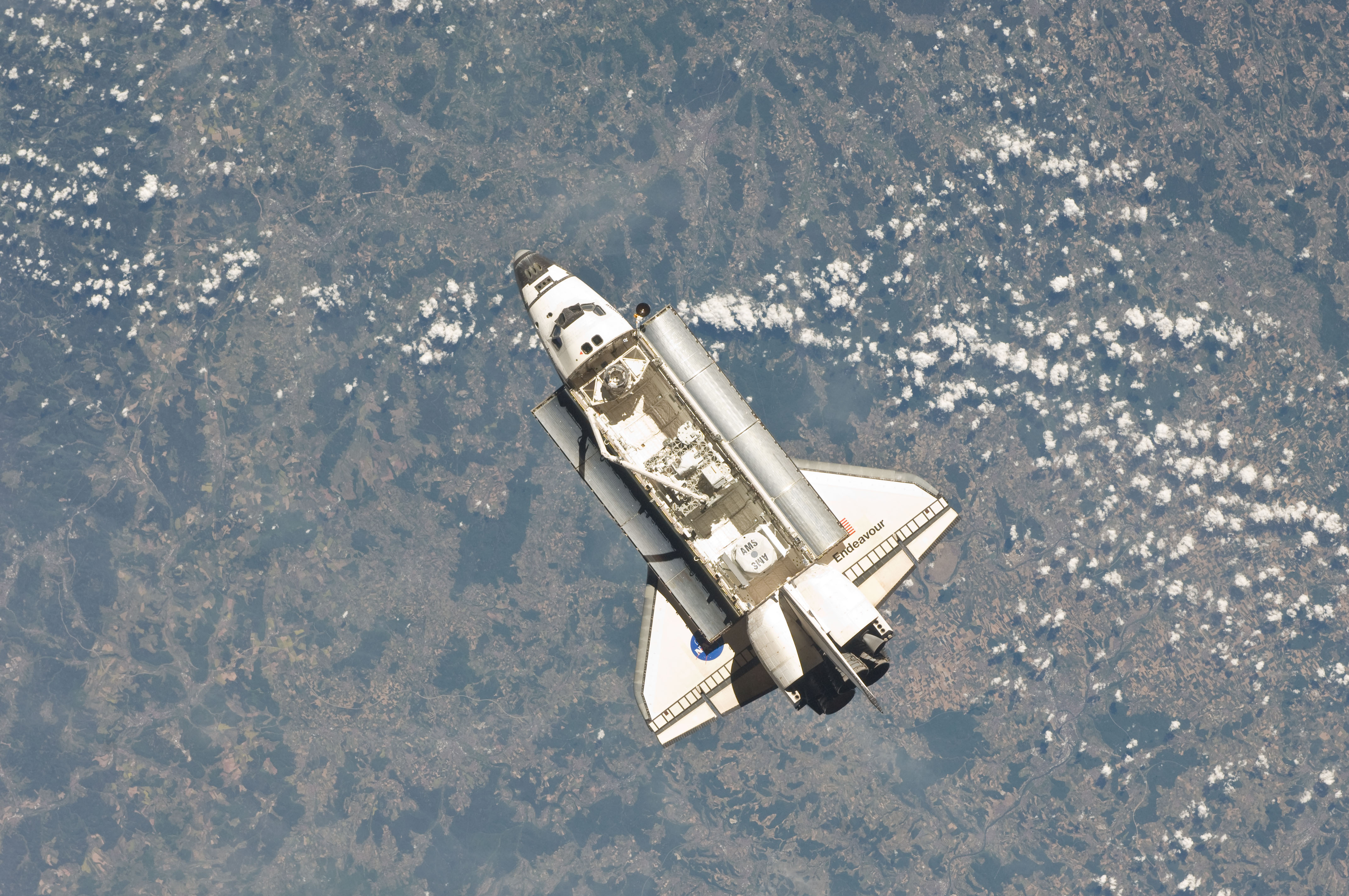
Prom Endeavour z otwartą ładownią podchodzi do stacji kosmicznej

STS-134 – sto trzydziesta czwarta, przedostatnia misja programu kosmicznego wahadłowców STS, ostatnia misja promu Endeavour. Termin startu został przesunięty z powodu opóźnienia wcześniejszej misji STS-133. Start 29 kwietnia 2011 roku został ponownie przesunięty ze względu na problemy z jednostkami APU. Prom ostatecznie wystartował 16 maja 2011 roku o godzinie 12:56:28 UTC.

## Załoga
źródło
*Liczba w nawiasach oznacza liczbę odbytych lotów kosmicznych, wliczając tę misję
- Mark E. Kelly (4)* – dowódca
- Gregory Johnson (2) – pilot
- Michael Fincke (3) – specjalista misji
- Roberto Vittori (3) – specjalista misji ESA
- Andrew Feustel (2) – specjalista misji
- Gregory Chamitoff (2) – specjalista misji

### Dublerzy
- Frederick Sturckow (5) – dowódca[4]

## Cele misji
- Dostarczenie palety ExPRESS Logistics Carrier 3 (ELC-3)
- Dostarczenie AMS-02

## Plan misji
- 16 maja 2011 – start
- 1 czerwca 2011 – lądowanie

## Przebieg misji
- 2011.05.16 12:56:28 UTC – start promu z Kompleksu startowego 39 w KSC.
- 2011.05.18 10:14 UTC – połączenie promu z ISS.
- 2011.05.18 15:59 UTC – zakończenie montażu platformy ELC-3.
- 2011.05.19 09:46 UTC – zakończenie instalacji modułu AMS-02.
- 2011.05.20 07:10 – 13:29 UTC – przeprowadzono EVA-1, w którym uczestniczyli Andrew Feustel i Gregory Chamitoff. Operacja została zakończona około 45 minut przed czasem z powodu awarii czujnika dwutlenku węgla w skafandrze Chamitoffa.
- 2011.05.22 06:05 – 14:12 UTC – przeprowadzono EVA-2, w którym uczestniczyli Michael Fincke i Andrew Feustel.
- 2011.05.25 05:43 – 12:37 UTC – przeprowadzono EVA-3, w którym uczestniczyli Michael Fincke i Andrew Feustel.
- 2011.05.27 04:15 – 11:39 UTC – przeprowadzono EVA-4, w którym uczestniczyli Michael Fincke i Gregory Chamitoff.
- 2011.05.30 03:55 UTC – odłączenie promu od ISS.
- 2011.06.01 06:35 UTC – lądowanie na pasie 15 w KSC.

## Parametry misji
- Masa:
  - startowa łącznie: 2 052 443 kg
  - startowa orbitera: 121 830 kg
  - lądującego orbitera: 92 240 kg
  - ładunku: 15 770 kg
- Inklinacja: 51,6°
- Okres orbitalny: 91,4 min.

## Ciekawostki
- Była to ostatnia misja wahadłowca Endeavour.
- Była to przedostatnia misja wahadłowców.
- Na pokład wahadłowca została zabrana pluszowa maskotka – Krecik znany z czeskich filmów animowanych[5].
- Misja STS-134 była 134 misją promu kosmicznego, 36 lotem promu kosmicznego na Międzynarodową Stację Kosmiczną oraz 25 lotem promu Endeavour.
- Podczas misji STS-134 był testowany nowy protokół przygotowawczy do wyjścia w przestrzeń kosmiczną (spacer kosmiczny)[6].